# Noord-Rhodesië
Noord-Rhodesië (Engels: Northern Rhodesia) was een Brits protectoraat in Zuidelijk Afrika tussen 1924 en de onafhankelijkheid van het gebied onder de naam Zambia op 24 oktober 1964.
In de laatste twee decennia van de 19e eeuw trokken de Britten onder leiding van Cecil John Rhodes de rivier de Zambezi over naar het noorden. Doel was om de kopervoorraden van Katanga en het goud tussen de rivieren Limpopo en Zambezi onder controle te krijgen ten behoeve van mijnbouwactiviteiten. De Britse regering sloot in 1889 een overeenkomst met de pas opgerichte British South Africa Company (BSA) waarbij de BSA het oosten van het huidige Zimbabwe kon bezetten. De BSA sloot ook verdragen met stamhoofden ten noorden van de Zambezi en bracht het grootste deel van het latere Noord-Rhodesië onder Britse invloed.
In 1924 droeg de BSA het bestuur over Noord-Rhodesië om bedrijfseconomische redenen over aan de Britse regering. De wereldwijde vraag naar koper nam in die jaren sterk toe door de wereldwijde aanleg van elektriciteitsnetwerken en de Britten begonnen aan een grootschalige exploitatie van de kopervoorraden van Noord-Rhodesië.
Pas na de komst van de Labour-regering in het Verenigd Koninkrijk in 1945 kregen zwarte mijnwerkers het recht zich te organiseren in vakbonden. Bij een staking in 1952 wisten zij een aanzienlijke loonsverhoging voor de mijnwerkers te bereiken.
In het land waren, net als in Zuid-Rhodesië, spanningen tussen de Britse koloniale regering, blanke kolonisten en de zwarte bevolking. Een groot deel van de inkomsten uit de kopermijnbouw vloeiden weg naar het Verenigd Koninkrijk.
Op 1 augustus 1953 ging Noord-Rhodesië op in de Federatie van Rhodesië en Nyasaland. Op 31 december 1963 werd deze federatie ontbonden, waarna Zambia in 1964 onafhankelijk werd.